# Le Botteleur
Le Botteleur est une œuvre du sculpteur français Jacques Perrin située à Paris, en France.

## Description
L'œuvre est une sculpture en bronze. Elle représente un paysan liant une botte de foin (d'où son titre de « botteleur »). Penché sur celle-ci, il la maintient en place avec son genou droit tandis qu'il noue une corde autour d'elle.
La sculpture est posée sur un socle.

## Localisation
La sculpture est située dans le square Maurice-Gardette, au centre du 11e arrondissement de Paris.

## Historique
L'œuvre date de 1888. Elle est installée à son emplacement actuel en 1891.
Il s'agit de l'un des rares bronzes de Paris à ne pas avoir été fondus durant l'Occupation allemande de Paris.

## Artiste
Jacques Perrin (1847-1915) est un sculpteur français.